# Albrecht van Horne
Albrecht Frans van Horne (Kasteelbrakel, 25 februari 1642 -  Gent, 4 juni 1694) was een Zuid-Nederlands bisschop. Hij was de 12de bisschop van Gent (1681-1694).

## Levensloop
Albrecht graaf van Horne was de zoon van graaf Filips Lamoraal van Horne en Dorothea van Ligne Arenberg.
Na zijn humaniora bij de jezuïeten in Halle ging hij naar de universiteiten van Leuven en Dowaai, waar hij in 1665 een licentiaat in de beide rechten behaalde en in 1667 baccalaureus in de theologie.
Van 1667 tot 1672 genoot hij een kanunnikenprebende aan het Sint-Pieterskapittel te Leuze-en-Hainaut. Hij werd tot priester gewijd op 5 april 1670.
Op 5 november 1672 werd hij benoemd tot proost van het Sint-Baafskapittel te Gent. In deze hoedanigheid werd hij drie maal verkozen tot vicaris-generaal sede vacante: van 1673 tot 1677 na de dood van bisschop Eugenius Albertus d'Allamont, in 1679 na het overlijden van Frans van Horenbeke en in 1680 na het heengaan van Ignaas August Schetz van Grobbendonck.

## Bisschop
Vanaf 1675 werd Albrecht van Hornes regelmatig voorgedragen als potentiële kandidaat voor een vacant bisdom in de kerkprovincies van Mechelen  en Kamerijk. 

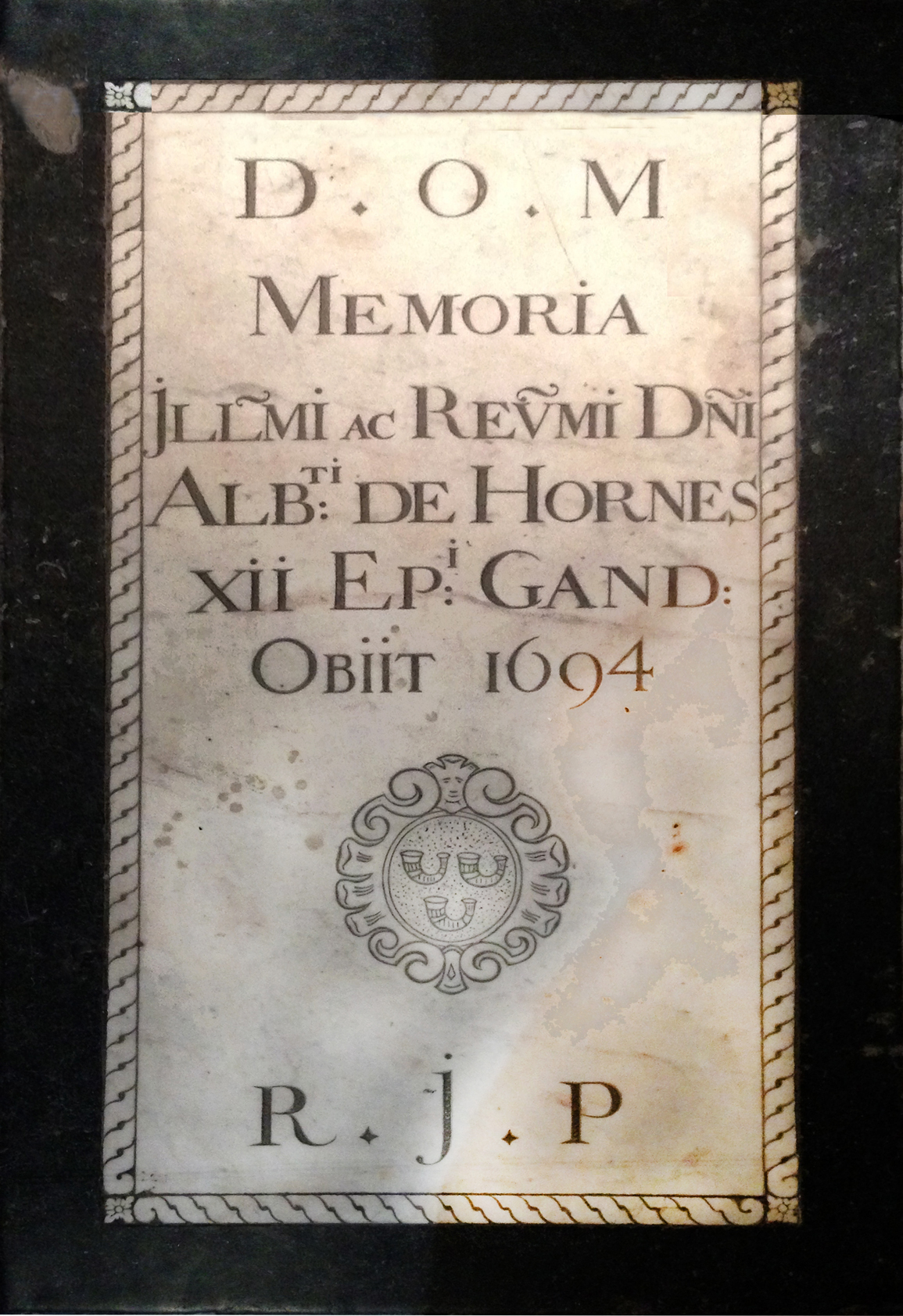
Grafplaat bisschop Albertus de Hornes

Op 10 september 1680 benoemde koning Karel II van Spanje hem tot bisschop van Gent. Op 13 januari 1681 werd deze benoeming door paus Innocentius XI bevestigd. En op 22 juni 1681 werd hij tot bisschop gewijd, met als wapenspreuk Lex tua meditatio mea est (Uw wet is mijn bezinning). Hij was toen slechts 39 jaar.
Onder zijn bestuur werd het archief van het bisschoppelijk seminarie van Gent voor het eerst geordend en geïnventariseerd.
Hij overleed op relatief jonge leeftijd (hij was slechts 52 jaar) op 4 juni 1694. Toch was hij dan reeds 13 jaar bisschop. Zoals zijn voorganger wilde hij een zeer sobere begrafenis, waarbij zijn stoffelijk overschot werd bijgezet in de crypte van de Sint-Baafskathedraal.